# Neoseiulus asperisetatus
Neoseiulus asperisetatus är en spindeldjursart som beskrevs av Zannou, Moraes och Oliveira 2006. Neoseiulus asperisetatus ingår i släktet Neoseiulus och familjen Phytoseiidae. Inga underarter finns listade i Catalogue of Life.